# 瓜州戰役
瓜州戰役是郑成功率领南明军队在抵抗清朝军队中取得的一场战斗胜利。

## 经过
郑成功率部于永曆十三年(1659年)四月取得定海关戰役勝利之后，随即率领大军北上长江。五月中旬，郑军舰队开抵崇明岛，但不做攻击绕过崇明直入长江。六月十四日，明军抵达焦山，逼近瓜州。此时清军在瓜州防线的长江两岸设有两个炮台，分别是潭家洲炮台和瓜州柳堤炮台。清军又在江面上设置滚江龙和木浮城，企图阻拦明军舰队的船只行进。次日，明将马信奋勇当先，率部攻克潭家洲炮台，明将周全斌也派人泅水斩断号为滚江龙的横江铁索。水陆两支明军一阵猛攻，击溃出城迎战的数千清军，并击毙清军游击左云龙。明军又一鼓作气攻克瓜州城，清军江协同知徐腾鲸弃城逃跑，与此同时，张煌言率领的水师也夺下三座木浮城，明军取得了瓜州戰役的胜利。

## 影响
瓜州戰役，是郑成功部队进入长江后的第一场胜仗，南京东部门户洞开，长江中下游为之震动。